# Apprendimento osservazionale
L'apprendimento osservazionale (anche detto apprendimento vicario) è l'apprendimento che avviene attraverso l'osservazione del comportamento degli altri. Si tratta di una forma di apprendimento sociale che assume varie forme, in base a diversi processi. Negli esseri umani questa forma di apprendimento sembra non avere bisogno di rinforzi per attuarsi, ma richiede invece un modello sociale, come un genitore, fratello, amico, o un insegnante. In particolare durante l'infanzia, un modello è una persona di autorità o di uno status sociale più elevato. Negli animali, l'apprendimento osservazionale è spesso basato sul condizionamento classico, in cui un comportamento istintivo è scatenato osservando il comportamento di un altro essere (come per il mobbing negli uccelli), ma altri processi possono essere coinvolti.

## Apprendimento osservazionale umano
Molti comportamenti che uno studente osserva, ricorda e imita sono azioni mostrate da modelli, anche se il modello non può intenzionalmente cercare di inculcare un particolare comportamento. Un bambino può imparare a imprecare, schiaffeggiare, fumare e altri comportamenti inappropriati attraverso un esempio di scarso valore. Albert Bandura, psicologo canadese, afferma che i bambini imparano continuamente comportamenti desiderabili e indesiderabili attraverso l'apprendimento osservazionale, il che suggerisce che l'ambiente, la cognizione, e il comportamento di un individuo può integrare e in ultima analisi, determinare il "come" per le singole funzioni.
Attraverso l'apprendimento osservazionale, i comportamenti individuali possono diffondersi a una cultura attraverso un processo chiamato "catena di diffusione"". Questo si verifica essenzialmente quando un individuo apprende osservando un altro individuo, che opera da modello attraverso il quale altri individui apprendono il comportamento, ecc.
La cultura svolge un ruolo se è lo stile di apprendimento dominante in una persona o una comunità. Alcune culture invitano i bambini a partecipare attivamente nelle loro comunità e sono quindi coinvolti in diversi mestieri e ruoli. Questa dimostrazione permette ai bambini di osservare e imparare le diverse competenze e le pratiche che sono presenti nelle loro comunità.
Albert Bandura, che è noto per il classico esperimento della bambola Bobo, identificò questa forma base dell'apprendimento nel 1961. L'importanza dell'apprendimento osservazionale sta nell'aiutare le persone, soprattutto i bambini, ad acquisire nuove risposte osservando il comportamento degli altri.

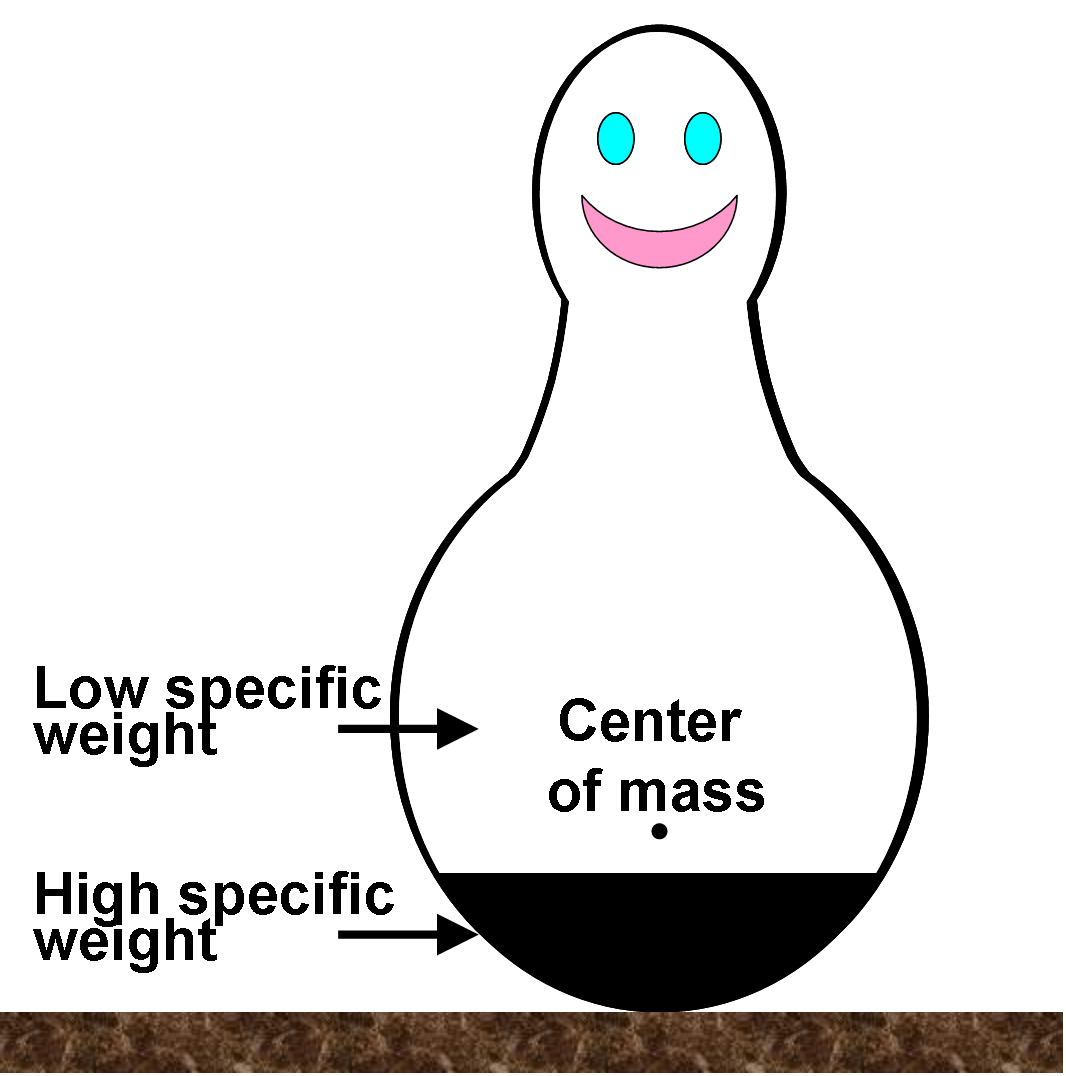
Bobo doll

Albert Bandura afferma che il comportamento delle persone potrebbe essere determinato dal loro ambiente. L'apprendimento osservazionale avviene attraverso l'osservazione dei comportamenti sia negativi, che positivi, pertanto crede nel determinismo reciproco in cui l'ambiente può influenzare il comportamento delle persone, e viceversa: l'esperimento della bambola Bobo mostra che il modello, in un determinato ambiente, influenza il comportamento dei bambini. In questo esperimento Bandura dimostra che un gruppo di bambini collocato in un ambiente aggressivo agirebbe allo stesso modo, mentre il gruppo di controllo e l'altro gruppo di bambini collocati in un ambiente modello passivo difficilmente mostra qualsiasi tipo di aggressione.
Nelle comunità in cui la modalità primaria di imparare per i bambini è attraverso l'osservazione, i bambini sono raramente separati dalle attività per adulti. Questa incorporazione nel mondo degli adulti in età precoce permette ai bambini di usare capacità di apprendimento di osservazione in molteplici ambiti della vita. Culturalmente, imparano che la loro partecipazione e i loro contributi sono valutati nelle loro comunità e ciò insegna che è loro dovere, come membri della comunità, di osservare i contributi degli altri in modo che diventino gradualmente coinvolti e partecipino ulteriormente alla vita di comunità.

## Fasi di apprendimento

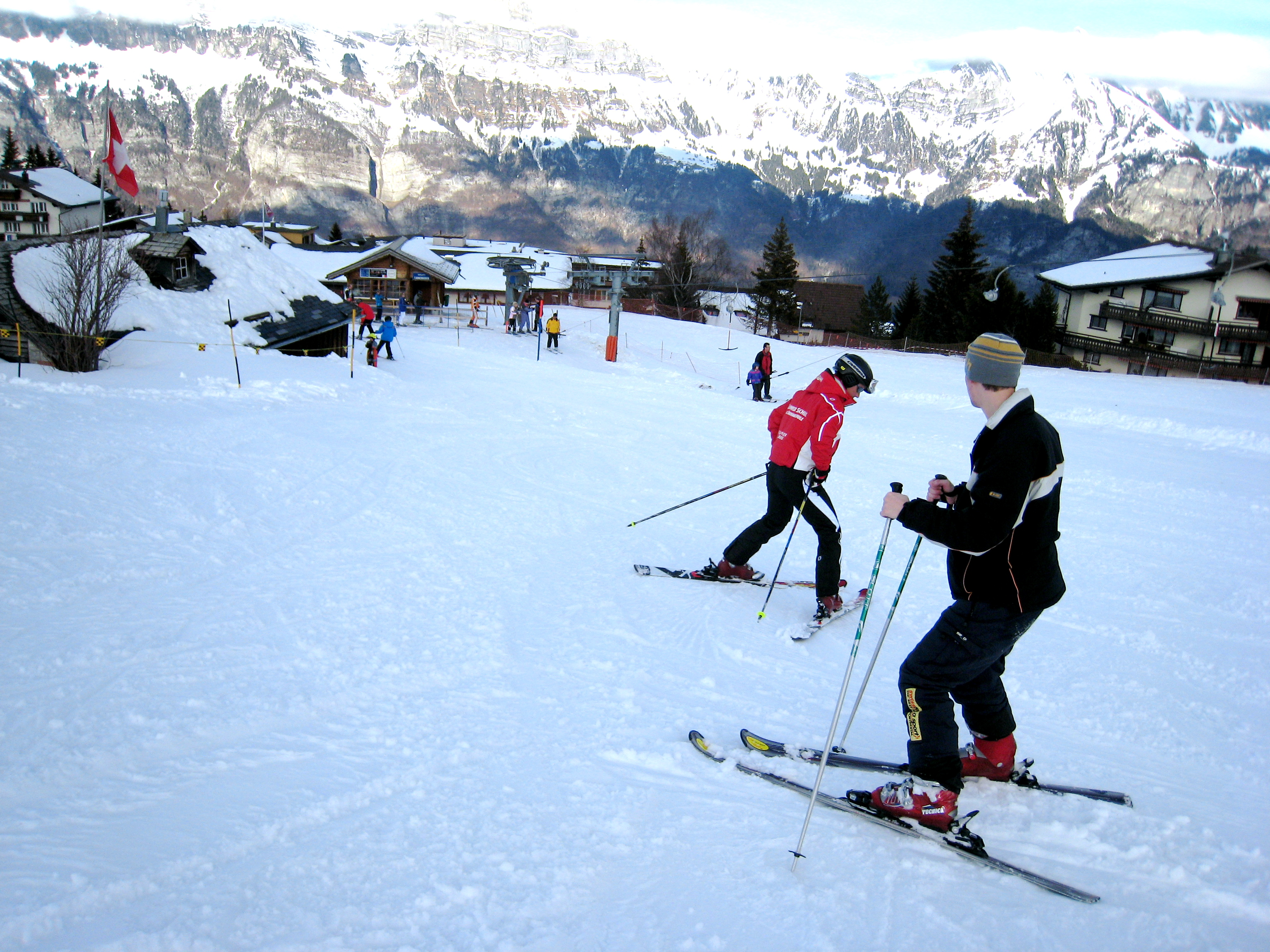

La teoria sociale dell'apprendimento cognitivo di Bandura, afferma che ci sono quattro fasi coinvolte nell'apprendimento osservazionale:
1. Attenzione: gli osservatori non possono imparare a meno che non prestino attenzione a ciò che sta accadendo intorno a loro. Questo processo è influenzato dalle caratteristiche del modello, come ad esempio quanto si ama o ci si identifica con il modello, e dalle caratteristiche dell'osservatore, come ad esempio le aspettative o il livello di eccitazione emotiva dell'osservatore.
2. Ritenzione mnestica / Memoria: gli osservatori devono non solo riconoscere il comportamento osservato, ma anche ricordarlo in un secondo momento. Questo processo dipende dalla capacità dell'osservatore di codificare o strutturare le informazioni in una forma facile da ricordare o per provare mentalmente o fisicamente le azioni del modello.
3. Iniziazione: gli osservatori deve essere fisicamente e /o intellettualmente in grado di produrre l'atto. In molti casi l'osservatore possiede le risposte necessarie, ma a volte, riprodurre le azioni del modello può comportare abilità nell'osservatore non ancora acquisito: una cosa è guardare con attenzione un giocoliere in un circo, ma è tutt'altro andare a casa e ripetere quegli atti.
4. motivazione: Bandura distingue chiaramente tra apprendimento e prestazioni: se si è meno motivati, non si produce un comportamento visto. Questa motivazione può venire dai rinforzi esterni, come ad esempio la promessa dello sperimentatore di ricompensa in alcuni studi o la paghetta di un genitore. Oppure può provenire da un rinforzo indiretto, basato sull'osservazione che i modelli sono ricompensati. Dei modelli di alto-status possono influenzare le prestazioni attraverso la motivazione: ad esempio, le ragazze di età compresa tra 11 a 14 anni possono ottenere risultati migliori su un compito, quando sanno che è stato fatto da una cheerleader di alto rango, piuttosto che da un modello di basso status.[9]

L'apprendimento osservazionale porta ad un cambiamento nel comportamento di un individuo su tre dimensioni:
- Un individuo pensa a una situazione in modo diverso e può avere incentivo a reagire;
- La variazione è il risultato di esperienze dirette di una persona invece di essere innato;
- Per la maggior parte, il cambiamento di un individuo è un fatto permanente.[10]

## Effetto sul comportamento

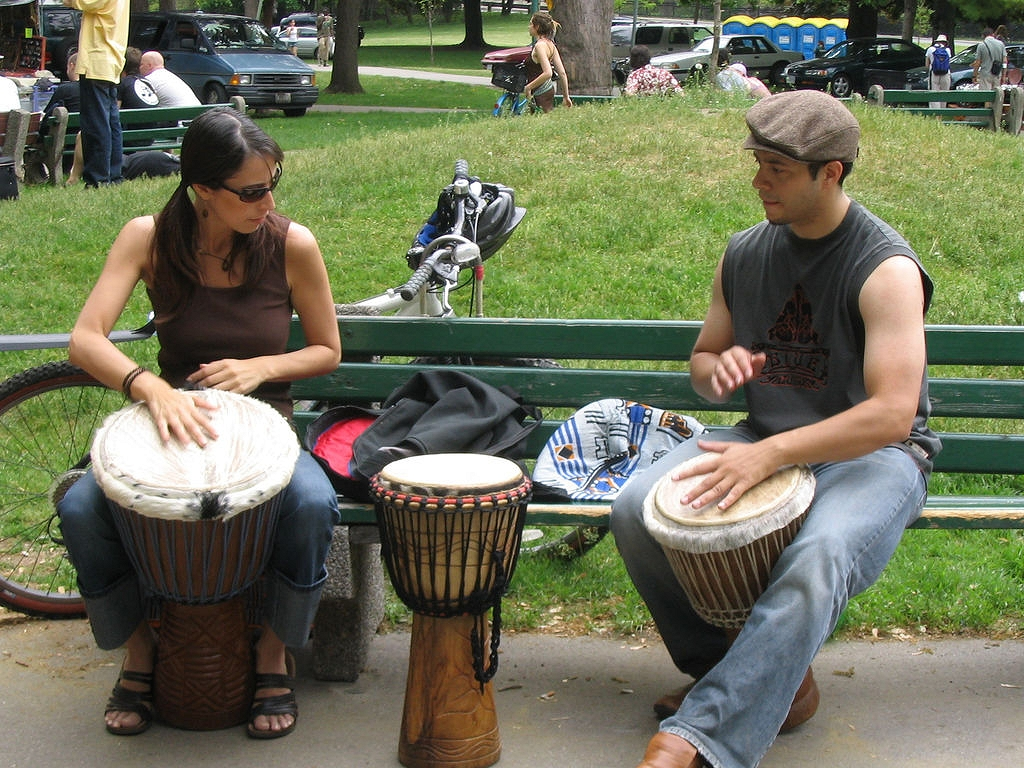
apprendimento del Djembe.

Secondo la teoria dell'apprendimento sociale di Bandura, l'apprendimento osservazionale può influenzare il comportamento in molti modi, con conseguenze sia positive sia negative. Può insegnare comportamenti completamente nuovi. Può inoltre aumentare o diminuire la frequenza con cui vengono messi in atto comportamenti precedentemente imparati. Esso può perfino incoraggiare comportamenti che prima erano considerati proibiti (ad esempio, il comportamento violento verso la bambola Bobo imitato dai bambini nell'esperimento di Albert Bandura). L'apprendimento osservazionale può infine inflluenzare comportamenti simili, ma non identici, a quelli presi a modello. Ad esempio, osservare un eccellente pianista può motivare l'osservatore a iniziare a suonare il sassofono.

### Influenza dell'età
Albert Bandura sottolineò che i bambini imparano da un numero potenzialmente molto grande di modelli; questo significa che non esistono bambini esposti agli stessi stimoli da cui imparano. Dall'infanzia all'adolescenza siamo esposti a vari modelli sociali. Uno studio del 2013 dimostra che la precedente familiarità di un bambino con un modello sociale non è necessaria per apprendere quel determinato modello sociale. I bambini sono in grado di imparare anche da un estraneo che mostra quel comportamento o di modellare una nuova azione da uno sconosciuto.
In passato si riteneva che i bambini non fossero in grado di imitare azione fino alla fine del sesto mese di vita. Al contrario, diversi studi mostrano che bambini di soli sette giorni possono imitare semplici espressioni facciali. Bambini di soli nove mesi, sanno imitare azioni poche ore dopo averle viste per la prima volta. Via via che lo sviluppo prosegue i bambini intorno ai due anni possono acquisire importanti abilità sociali e personali attraverso l'imitazione di un modello sociale.
L'imitazione ritardata è un importante traguardo dello sviluppo di un bambino di due anni, poiché indica non solo la costruzione di una rappresentazione simbolica, ma anche la capacità di ricordare informazioni.
I bambini in età scolare sono meno propensi degli infanti ad utilizzare l'immaginazione per rappresentare un'esperienza. Essi possono descrivere verbalmente il comportamento del modello. Siccome questa forma di apprendimento non necessita di rinforzo, è più probabile che avvenga regolarmente.
Con l'aumentare dell'età, la capacità di imparare azioni motorie può diminuire. Come atleti e golfisti sanno bene questa è una capacità influenzata dall'età. I golfisi più giovani e abili hanno capacità di apprendimento osservazionale migliori dei golfisti più anziani e più vecchi.

### Apprendimento osservazionale dei nessi causali
Gli esseri umani utilizzano l'apprendimento osservazionale per ricavare dalle azioni delle altre persone le informazioni necessarie a capire come funzionano le cose e come è possibile rifare quella cosa.
Uno studio su bambini di 25 mesi di età dimostra che sono in grado di imparare relazioni causali osservando l'intervento di altre persone. Sono in grado di imparare anche osservando normali azioni non intenzionali.

### Confronto con l'imitazione
L'apprendimento osservazionale avviene quando un individuo copia un atto che ha osservato e tale comportamento è improbabile che possa essere spiegato con un meccanismo alternativo. Gli psicologi si sono interessati molto della forma di apprendimento osservazionale nota come imitazione e di come distinguerla da altri processi. Per permettere questa distinzione devono essere presi in considerazione quali possibili cause del comportamento altri fattori distinti dall'imitazione (ovvero la copia di un comportamento osservato): (a) predisposizione genetica innata; (b) aumento della motivazione dovuta alla presenza di un altro individuo; (c) attenzione catturata da un luogo o un oggetto; apprendimento di come funziona l'ambiente.
L'apprendimento osservazionale differisce dall'apprendimento per imitazione poiché non necessita la ripetizione dello stesso comportamento esibito dal modello. Per esempio, l'individuo potrebbe osservare un comportamento indesiderato e le sue conseguenze e così imparare ad evitarlo. Riopelle (1960) mostra he le scimmie imparavano meglio osservando la scimmia "modello" che faceva un errore prima di fare la scelta giusta. Heyes (1993) distingue tra apprendiment sociale imitativo e non imitativo. Il primo avviene quando gli animali apprendono un comportamento osservando animali della stessa specie, mentre il non imitativo avviene quando apprendono qualcosa sull'ambiente osservando gli altri.
Imitazione e apprendimento tramite osservazione non sono sempre uguali. Spesso differiscono in quanto assumano una forma attiva o passiva. John Dewey descrive un'importante distinzione tra due differenti forme di imitazione: quella rivolta verso uno scopo e quella che rappresenta una finalità di per se stessa. L'imitazione 
quale fine di per sé, è più simile ad uno scimmiottamento nel quale una persona ne copia un'altra per ripetere un'azione. Questo tipo di imitazione è spesso osservata tra gli animali. L'imitazione con uno scopo, invece, utilizza l'atto cpiato come mezzo per raggiungere qualcosa di più significativo. Anche se la prima forma di imitazione più passiva si possa comunque riscontrare,  il secondo tipo più attivo e volitivo di imitazione è tipica dei bambini di molte comunità in tutto il mondo.

### Apprendistato
L'apprendistato può comportare sia l'apprendimento osservazionale che il modellamento. Gli apprendisti acquisiscono le loro capacità lavorando con i maestri nella loro professione, e osservando e valutando il lavoro dei loro compagni apprendisti. Esempi includono gli artisti rinascimentali Leonardo da Vinci e Michelangelo, che prima di avere successo nella loro professione erano apprendisti.

### Apprendimento senza imitazione
Michael Tomasello ha descritto vari metodi di apprendimento osservazionale senza il processo di imitazione negli animali:
- Esposizione - Gli individui apprendono caratteristiche del loro ambiente in stretta vicinanza ad altri individui che hanno più esperienza. Ad esempio, un giovane delfino che impara la posizione di un branco di pesci stando vicino a sua madre.
- Valorizzazione dello stimolo - Gli individui si interessano a un oggetto osservando gli altri interagire con esso[22]. Un maggiore interesse per un oggetto può comportare la manipolazione di oggetti, il che facilita nuovi comportamenti relativi agli oggetti mediante l'apprendimento per prove ed errori. Ad esempio, una giovane orca potrebbe interessarsi a giocare con un cucciolo di leone marino dopo aver visto altre orche eseguire questo comportamento. Dopo aver giocato con il cucciolo, l'orca può sviluppare comportamenti di foraggiamento adeguati a tale preda. In questo caso, l'orca non ha imparato a predare i leoni marini osservando altre orche farlo, ma piuttosto si è incuriosita dopo aver osservato altre orche che giocano con il cucciolo. Dopo che l'orca si è interessata, le sue interazioni con il leone marino hanno portato a comportamenti che hanno provocato futuri sforzi di ricerca del cibo.
- Emulazione dell'obiettivo: gli individui sono attratti dal risultato finale di un comportamento osservato e tentano lo stesso risultato ma con un metodo diverso. Ad esempio, Haggerty (1909) ideò un esperimento in cui una scimmia si arrampicava sul lato di una gabbia, infilava il braccio in uno scivolo di legno e tirava una corda nello scivolo per liberare il cibo. Un'altra scimmia ha avuto l'opportunità di procurarsi il cibo dopo aver visto la prima scimmia passare attraverso questo processo in quattro diverse occasioni. La seconda scimmia ha eseguito un metodo diverso e alla fine è riuscita dopo prove ed errori[23].

### Influenze del modello dei pari
L'apprendimento osservazionale trae grande beneficio dal modello positivo e rinforzante offerto dai pari. Sebbene gli individui attraversino quattro diverse fasi per l'apprendimento osservazionale (attenzione, ritenzione, produzione e motivazione), questo non significa semplicemente che quando viene catturata l'attenzione di un individuo, questo innesca automaticamente il processo in quell'ordine esatto. Una delle fasi più importanti per l'apprendimento osservazionale, in particolare tra i bambini, è la motivazione e il rafforzamento positivo.
Le prestazioni sono migliorate quando i bambini vengono istruiti positivamente su come possono migliorare una situazione quando essi partecipano attivamente a fianco di una persona più qualificata. Ne sono esempi lo scaffolding e la partecipazione guidata. Lo scaffolding si riferisce a un esperto che risponde in modo contingente a un principiante, in modo che il principiante aumenti gradualmente la comprensione di un problema. La partecipazione guidata si riferisce a un esperto attivamente impegnato in una situazione con un principiante, in modo che il principiante partecipi o osservi l'adulto per capire come risolvere un problema.